# Bàdaca
Bàdaca (en grec antic Βάδακη) va ser una ciutat de Susiana on es va retirar Antígon després de ser derrotat per Èumenes.
No se sap ben bé on era, però podria ser Shahpur o Karun, a menys de 50 km al nord-oest de Susa (Iran).